# Primofavilla initialis
Primofavilla initialis är en tvåvingeart som beskrevs av Boris Mamaev 1972. Primofavilla initialis ingår i släktet Primofavilla och familjen gallmyggor.
Artens utbredningsområde är Kazakstan. Inga underarter finns listade i Catalogue of Life.